# تاماراک (کالیفرنیا)
تاماراک (به انگلیسی: Tamarack) یک منطقهٔ مسکونی در ایالات متحده آمریکا است که در شهرستان کالاوراس، کالیفرنیا واقع شده‌است. تاماراک ۲٬۱۰۷ متر بالاتر از سطح دریا واقع شده‌است.